# Hardin Richard Runnels
Hardin Richard Runnels (20 de agosto de 1820, Mississippi — 25 de dezembro de 1873, Condado de Bowie, Texas) foi o 6º governador do Texas, de 21 de dezembro de 1857 a 21 de dezembro de 1859.